# Jakob Barion
Jakob Barion (ur. 23 lipca 1898 w Wüschheim, zm. 16 lutego 1996 w Gummersbach) – niemiecki filozof, ostatni rektor Państwowej Akademii w Braniewie (1938–1945).

## Życiorys
Jakub Barion był synem rolnika. W latach 1912–1918 uczęszczał do seminarium nauczycielskiego w Euskirchen. Następnie został nauczycielem szkoły powszechnej (Volksschule). W tym czasie, w roku 1921, zdał maturę. W 1923 roku rozpoczął studia teologii i filozofii na Uniwersytecie w Bonn. Egzamin z teologii zdał w 1927 roku. Doktorat uzyskał w 1928 na podstawie 41-stronicowej rozprawy o poglądach niemieckiego filozofa Johanna Gottlieba Fichtego, napisanej pod kierunkiem prof. Adolfa Dyroffa. Pracę uzupełnioną o poglądy drugiego przedstawiciela klasycznego idealizmu niemieckiego, Friedricha Schellinga, opublikował w 1929 pod tytułem Die intellektuelle Anschauung bei J.G. Fichte und Schelling und ihre religionsphilosophische Bedeutung. W tej pracy krytykował pogląd, że możliwe jest bezpośrednie poznanie Boga, obecny nie tylko u Fichtego i Schellinga, ale też u Maxa Schelera. Następnie został asystentem prof. Dyroffa. W 1933 uzyskał habilitację na podstawie pracy „Plotin und Augustinus. Untersuchungen zum Gottesproblem”.
1 lipca został członkiem Narodowosocjalistycznego Związku Nauczycieli (Nationalsozialistischer Lehrerbund, nr 295.259). Jego wykład inauguracyjny „Philosophia perennis als Problem und als Aufgabe” został wydany w 1936. Praca ta została chłodno przyjęta i skomentowana w czasopiśmie Niemieckiego Towarzystwa Filozoficznego Blätter für deutsche Philosophie, gdyż opierała się na założeniach neotomizmu, a nie odnosiła się do haseł nowej ideologii nazistowskiej.
Mimo tej zdystansowanej wobec filozofii nazistowskiej publikacji Bariona uznano za politycznie wiarygodnego i zdatnego do współtworzenia nowego państwa (choć był on wątłej postury i nie przejawiał predyspozycji wodzowskich). Dlatego Barion otrzymał w 1936 po profesorze Dyroffie tymczasowe kierownictwo katedry, a w 1938 został powołany na profesora katedry Państwowej Akademii w Braniewie. Po odejściu profesora Hansa Bariona (z którym nie był spokrewniony) Jakob Barion został w 1938 rektorem Państwowej Akademii w Braniewie. Godne uwagi jest jego dzieło „Platons Sendung und Werk in ihrer geschichtlichen Stellung”, które opublikował ukryte w dodatku do katalogu wykładów akademii w 1941 roku. W nim to opisał okrutnego tyrana Dionizego I z Syrakuz. Jakob Barion był ostatnim rektorem Państwowej Akademii w Braniewie. W Braniewie mieszkał przy Yorkstraße 1a (al. Wojska Polskiego), zanim opuścił miasto w dniu 6 lutego 1945 roku, tuż przed nadejściem frontu Armii Czerwonej.
Po wojnie Barion został w 1947 nieetatowym wykładowcą (Gastprofessor) na Uniwersytecie w Bonn, gdzie otrzymał w 1955 roku stały angaż. Jego głównym obszarem pracy naukowej były państwowa filozofia i relacje władzy i prawa w państwie.
Jakub Barion nie ożenił się.